# Летящ диск
„Летящ диск“ или „фризби“ (на английски: frisbee) е уред за игра или спортуване с формата на диск, с диаметър от 20 до 25 cm, обикновено направен от пластмаса. Неговата аеродинамична форма му позволява да лети във въздуха благодарение на създаваната подемна сила, а подходящия спин (ъглова скорост) го държи стабилен. Терминът „фризби“ всъщност е запазена марка на компанията „Уам-О“ (на английски: „Wham-O“), но се е наложил като нарицателно за всички видове летящ диск.

## История
Първите летящи дискове в съвременния им вид от пластмаса започват да се произвеждат след втората световна война в САЩ. За техен изобретател е смятан Уолтър Морисън, който през 1957 г. продава правата над изделието си на компанията „Уам-О“. С иновативен подход те налагат своя продукт като начин за почивка и спортуване и към 1994 г. продават своето 100-милионно фризби. През годините летящият диск става основа на нови спортове като ултимейт и диск голф.

До този момент според различни оценки в САЩ са закупени над 200 милиона броя дискове, което е повече от продадените бейзболни, футболни и баскетболни топки взети заедно.

## Физика на летящия диск
Двата основни принципа, от които зависи полетът на диска, са подемната аеродинамична сила (или принцип на Бернули) и инерцията от въртенето.

Двете основни аеродинамични сили, действащи върху диска, са подемната сила и въздушното триене.
Въртенето на диска е другият важен компонент, благодарение на който той остава стабилен във въздуха. Без него дискът просто би паднал на земята свободно, тъй като центърът на масите не съвпада с центъра на налягането (в който е приложена подемната сила и силата на триене) и се получава завъртане на диска. Неговата стабилизация при полет идва именно от ъгловата скорост, която той е получил (принцип на стабилизация при жироскоп).

## Диск за ултимейт
Официалният размер на диска за ултимейт е стандартизиран и е с диаметър 27 cm, а теглото е фиксирано на 175 g. Съществуват неофициални вариации в теглото и размера, като има модели с тегло 200 g, използвани за далечни хвърляния, и такива с тегло 145 g, които са предназначени за деца.

## Игри с летящ диск
Съществуват разнообразни игри с летящ диск, като най-популярната в света е ултимейт. Други игри с фризби са диск голф, игри с кучета, свободен стил и др.